# Side Kick
Side Kick is een frisbee in het Duitse attractiepark Movie Park Germany.
De frisbee staat in het themagebied The Old West en kan tijdens de rit een hoogte van 19 meter bereiken. In de frisbee is per rit plaats voor 36 personen die in een grote kring zitten. Theoretisch zorgt dat ervoor dat de capaciteit van Side Kick 1200 personen per uur is.
Tot en met 2004 heette deze attractie Blazing Saddles.
Lijst van attracties in Movie Park Germany · Police Academy Stunt Show · afbeeldingen
Huidige attracties: Avatar Air Glider ·
Backyardigans Mission to Mars · The Bandit · Bermuda Triangle - Alien Encounter · Crazy Surfer · Dora's Big River Adventure · Fairy World Spin ·
Ghost Chasers · Jimmy Neutron's Atomic Flyer · MP Xpress · Excalibur - Secrets of the Dark Forest · NYC Transformer · Roxy · Side Kick · SpongeBob Splash Bash · Star Trek: Operation Enterprise · The High Fall · The Lost Temple · Time Riders · Van Helsing's Factory
Voormalige attracties: Batman Adventure · Cop Car Chase · Danny Phantom Ghost Zone · Gremlins Invasion · Ice Age Adventure · Josie's Bath House · Looney Tunes Adventure · Studio Tour · Unendliche Geschichte · Mystery River
Themagebieden: Federation Plaza · Hollywood Street Set · Nickland · Santa Monica Pier · Streets of New York · The Old West